# Albert Londe
Albert Londe (La Ciotat, 26 de Novembro de 1858 - Reuil-en-Brie, 11 de Setembro de 1917) foi um fotógrafo e cientista francês especializado na área médica. É lembrado por seu trabalho como fotógrafo médico no hospital de Salpêtrière, em Paris, bem como por ter sido um pioneiro na fotografia de Raio X. 

## Biografia
Em 1878, o neurologista Jean-Martin Charcot (que foi professor de nomes ilustres como Sigmund Freud, por exemplo) contratou Londe como um fotógrafo médico no Salpêtrière. 
Em 1882, Londe desenvolveu um sistema para fotografar os movimentos físico e muscular dos pacientes, incluindo aqueles provocados por ataques epiléticos. Realiza este tendo uma câmera com nove lentes que eram acionadas por energia eletromagnética, juntamente  com o uso de um metrônomo, que tem a capacidade de cronometrar sequencialmente a liberação dos obturadores. Esta configuração realizada em uma sucessão rápida gerava fotos em uma placa de vidro. Alguns anos mais tarde, Londe desenvolveu uma câmera com doze lentes para fotografar o mesmo movimento. 
Juntamente com Étienne-Jules Marey (1830-1904), executou diversas experiências fotográficas em relação ao movimento, enquanto que a disposição de seu laboratório no Salpêtrière era similar a renomada Station Physiologique, de Marey. 

## Publicações
- Em 1893 Londe publicou o primeiro livro na área de fotografia médica, intitulada La photographie médicale: Application aux sciences médicales et physiologiques.
- Em 1898 publicou Traité pratique de radiographie et de radioscope: technique et applications médicales.